# Lithobius hauseri
Lithobius hauseri är en mångfotingart som först beskrevs av Dobroruka 1965.  Lithobius hauseri ingår i släktet Lithobius och familjen stenkrypare.
Artens utbredningsområde är Grekland. Inga underarter finns listade i Catalogue of Life.